# تپه سنگانه
تپه سنگانه مربوط به هزاره چهارم تا دوم پیش از میلاد است و در شهرستان کلات، بخش زاوین، مجاور پاسگاه انتظامی سنگانه واقع شده و این اثر در تاریخ ۵ تیر ۱۳۸۴ با شمارهٔ ثبت ۱۱۹۸۸ به‌عنوان یکی از آثار ملی ایران به ثبت رسیده است.